# Regadora
|  | Per a altres significats, vegeu «regadora (mesura)». |

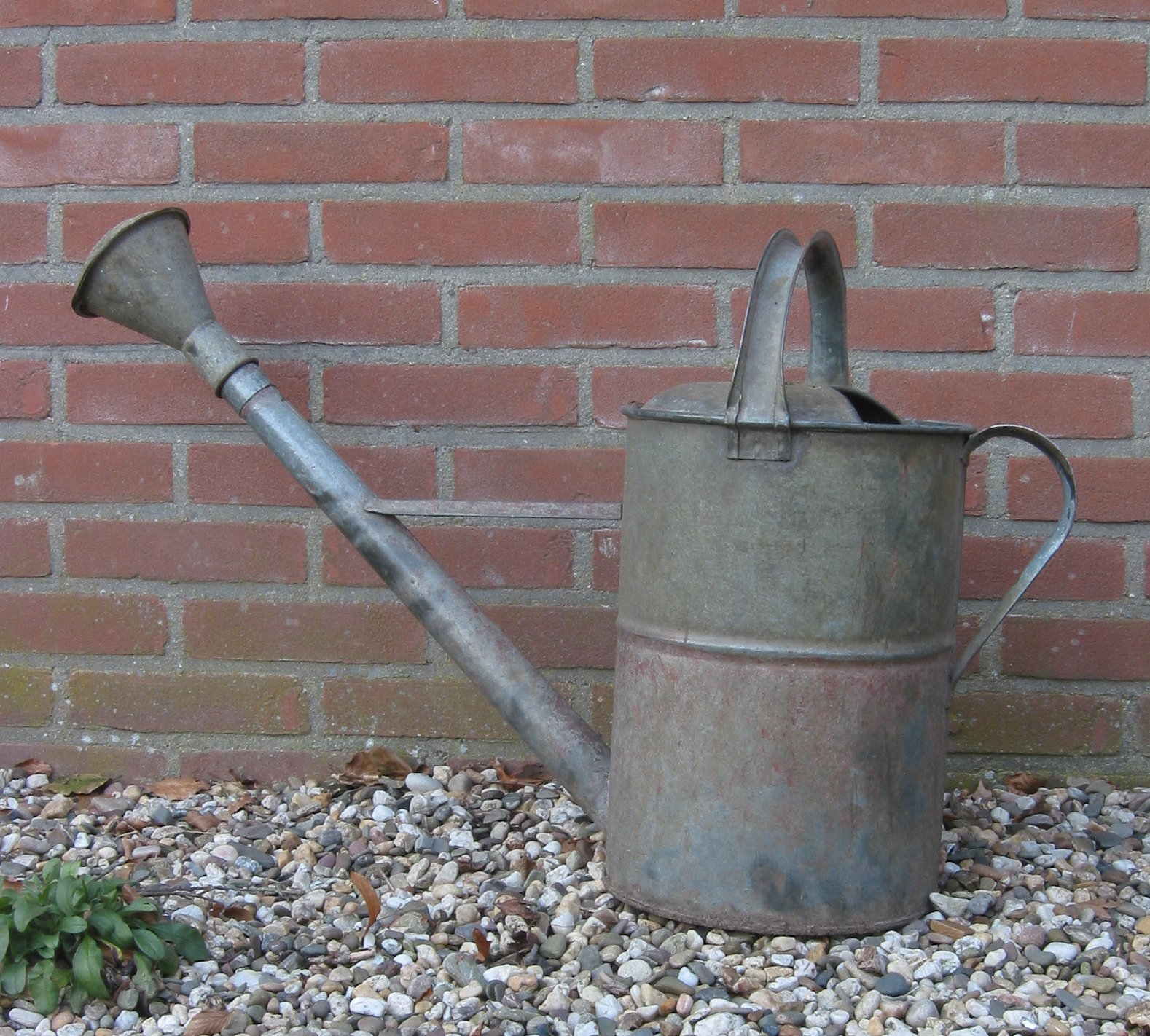
Regadora

La regadora és un recipient portàtil fet a propòsit per a regar petites superfícies.
La regadora més antiga que s'ha trobat és del 79 dC. Les regadores modernes són de llauna o plàstic i al broc s'hi acobla una estructura amb els forats (anomenada popularment carxofa) que és més ampla que el diàmetre del broc per on arriba l'aigua.
Per a les plantes d'interior, hi ha regadores més petites (normalment amb una capacitat d'un a dos litres) amb un nivell més alt de disseny i aparença que les regadores grans (de fins a 15 litres) per a cuines i jardins ornamentals. A més, el bec per regar selectivament testos o jardineres de balcó és més llarg i estret en relació amb el recipient que en el cas de la regadora de jardí. A les regadores tècnicament d'alta qualitat per a plantes d'interior, l'obertura de sortida del filtre és significativament més alta que l'obertura d'ompliment quan la llauna està en posició horitzontal, cosa que minimitza el risc que es vessi aigua involuntàriament. Sovint en lloc d'una regadora s'acobla un estri difusor de l'aigua a una mànega.

## Descripció

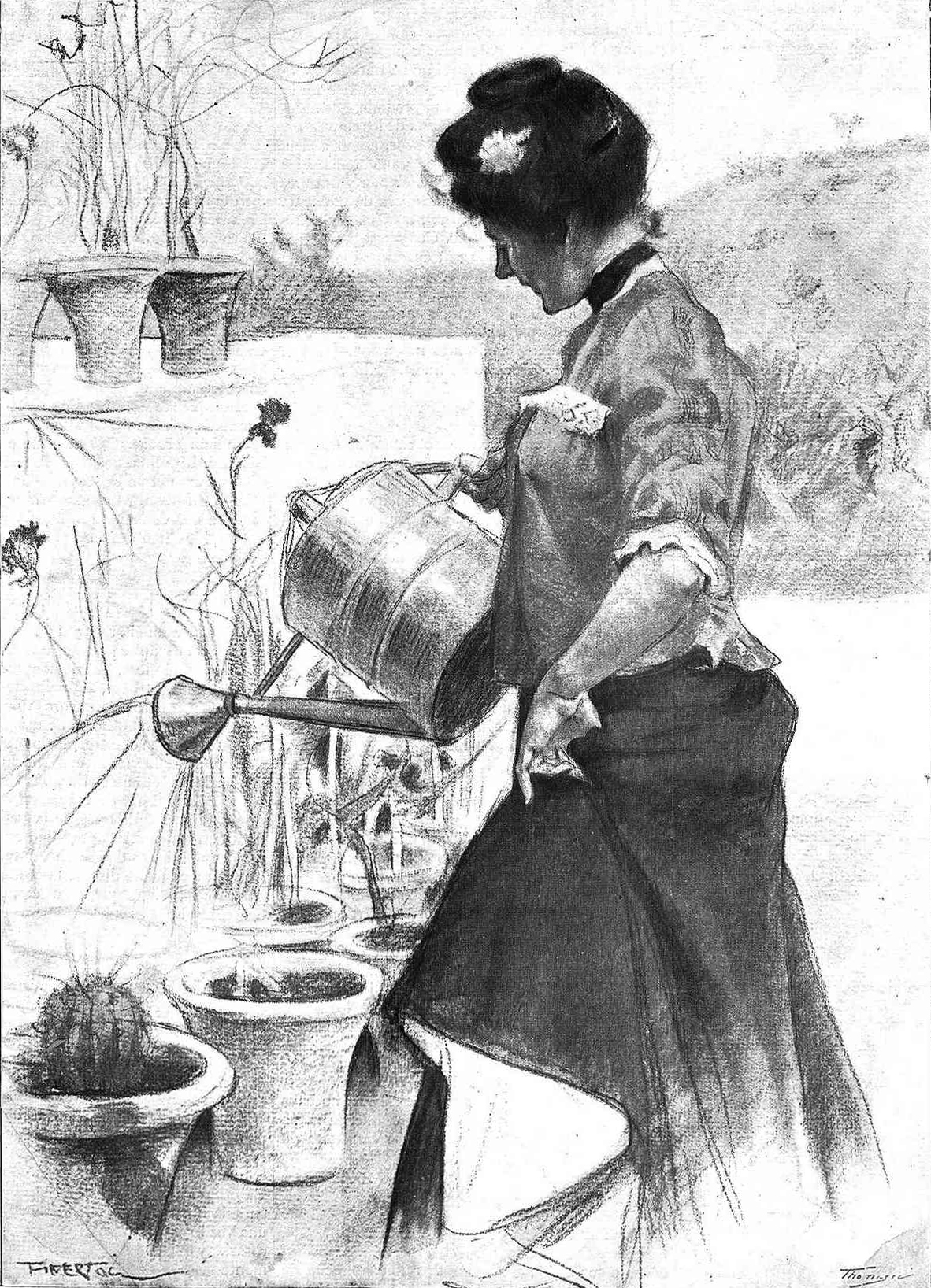
Regadora en ús en una imatge de 1902.

Una regadora és un recipient que disposa d'un coll que acaba en un broc que en moltes ocasions acaba en una boca cònica amb múltiples orificis, roseta o carxofa, a través de la qual s'aboca l'aigua, i una nansa per al seu maneig.
La capacitat del recipient pot oscil·lar entre els 0,5 litres per a plantes d'interior i els 10 litres per a ús general en jardineria exterior.
Una regadora sol estar fabricada o bé en metall, o bé de ceràmica o de plàstic. Al final del bec, es pot col·locar una "rosa" (un dispositiu, com un tap, amb petits orificis) per trencar el raig d'aigua en gotetes imitant la pluja, per evitar una pressió excessiva de l'aigua a terra o a les plantes delicades.

## Tècnica d'ús
Es prefereix un bon reg en comptes de diversos lleugers. Per evitar compactar el terra, s'utilitza una regadora de poma o roseta o carxofa, també anomenada amb difusor. Per obtenir un reg encara més fi sota la pluja, es dona la volta a la flor col·locant els forats cap amunt, mirant al cel. Perquè l'aigua penetri millor a terra compactat, es fan alguns forats amb un pal abans de regar. Al voltant d'arbres i arbustos joves, es deixa una palangana de reg perquè l'aigua es concentri més ràpidament cap a les arrels.
Es rega preferiblement al capvespre o d'hora al matí (al clarejar), per evitar l'evaporació, que és costosa i perjudicial per a la planta. L'aigua i el sol, combinats, per efecte d'augment, cremen els teixits epidèrmics de les plantes. Però també, les plantes tanquen els estomes per limitar la transpiració. Per tant, el reg realitzat a plena calor provoca l'obertura dels estomes que no tanquen amb prou rapidesa. Posteriorment, la planta mor en assecar-se.
Per evitar la destrucció de l'estructura del terra, no es treballa un terra que acaba de ser regat abundantment.
L'aigua de pluja és ideal per regar sobretot perquè és baixa en clor i en minerals. Tot i això, es deixa unes hores a temperatura ambient. També es fa servir aigua d'una cisterna. Mai no es rega directament amb aigua de l'aixeta perquè l'aigua massa freda debilita les plantes joves. Es deixa reposar l'aigua almenys una nit: per això es recomana omplir sistemàticament la regadora en finalitzar el reg.

## Tipus

### Haws
La regadora inventada per Haws o tradicional és el tipus més comú, amb una capacitat habitual de mig litre si és per interiors o de fins a deu litres per a ús del jardí. Sol ser de metall, ceràmica o plàstic. La nansa addicional permet controlar la maniobra amb precisió. A l'extrem del broc s'hi pot col·locar una "rosa" o tap amb forats per dispensar l'aigua de manera uniforme.

### Francesa
La regadora francesa clàssica és un híbrid entre la regadora tradicional amb mànec a la part superior i la de Haws amb un mànec al darrere.

### Contenidor
La regadora contenidor està dissenyada per dispensar l'aigua d'una manera més eficient, amb un dipòsit diferent que les anteriors. És especialment útil pels arbres fruiters.

### De llavors
La regadora de llavors és més petita i serveix per regar les petites llavors fent arribar l'aigua com si fos un esprai amb una rosa cònica per fer arribar l'aigua de manera uniforme.

## Història

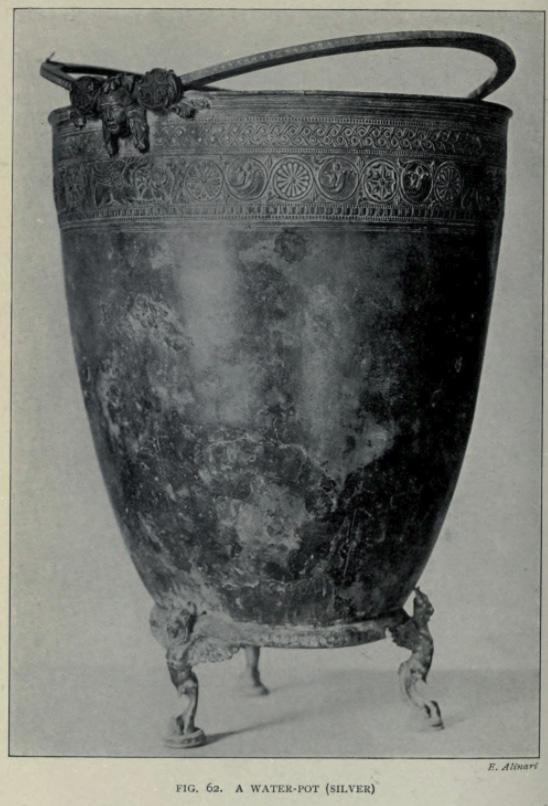
Regadora excavada a la Vil·la dels Papirs de Roma, de l'any 79 dC.

El concepte de transportar i distribuir aigua per a fins agrícoles es remunta a les civilitzacions antigues. Els mètodes primerencs incloïen contenidors simples com cubs o atuells de fang.
Els recipients per regar, utilitzats per emmagatzemar o distribuir aigua per a fins agrícoles, domèstics o de jardineria, s'han trobat a diversos llocs arqueològics de tot el món. Aquests descobriments abasten moltes civilitzacions antigues, cadascuna demostrant la necessitat d'una gestió eficient de l'aigua a les pràctiques agrícoles, la vida diària i la planificació urbana.
- Antiga Mesopotàmia (sumeris, acadians, babilonis, assiris). S'han trobat indicis a Ur, Lagaix, Babilònia, Nínive i Mari. La Mesopotàmia, coneguda com el Bressol de la Civilització, és una de les primeres i més destacades àrees on s'han descobert evidències de recipients per regar i sistemes d'irrigació. En excavacions a Ur (actual Iraq) i Lagaix (actual Tell al-Hiba) s'han trobat recipients d'argila i pedra que probablement s'usaven per a la irrigació. Aquests recipients inclouen gerros, bols i gerres dissenyats per transportar i distribuir aigua.[8]

Aquestes civilitzacions van desenvolupar tècniques avançades d'irrigació, com ho evidencien els grans sistemes de canals. Els sumeris són reconeguts per inventar les primeres formes d'irrigació al voltant del 3000 aC. Aquests incloïen recipients d'argila amb colls estrets o becs, usats per distribuir l'aigua de manera uniforme sobre els cultius al paisatge àrid de Mesopotàmia. S'han trobat evidències de grans gerres d'argila i àmfores utilitzades per emmagatzemar aigua en aquestes antigues ciutats. Aquests recipients eren essencials per emmagatzemar aigua en una regió amb pluges impredictibles.
- Antic Egipte (Egipte faraònic). S'ha trobat evidència a Guiza, Saqqara, Tebes i Abidos. A l'antic Egipte, el riu Nil era la principal font d'aigua, però la irrigació i la gestió de l'aigua eren vitals per al cultiu exitós dels cultius. S'han descobert evidències de recipients per regar i sistemes d'irrigació a llocs com Guiza, Saqqara i Tebes. A tombes i habitatges, els arqueòlegs han descobert recipients ceràmics, com ara gerros d'aigua i ampolles, que es feien servir per transportar aigua. Molts d'aquests artefactes van ser enterrats amb els difunts per assegurar que tinguessin accés a aigua a la vida després de la mort.[9][10]

El shaduf, un dispositiu manual usat per aixecar aigua d'un riu o pou, es mostra a moltes tombes i murals de l'antic Egipte. Aquest dispositiu era clau per transferir l'aigua del Nil als camps agrícoles. A més, s'han descobert canals i reservoris usats per emmagatzemar aigua durant la temporada d'inundacions del Nil, fet que demostra l'ús estratègic de recipients per regar per distribuir l'aigua.
- Antiga Grècia. S'ha trobat evidència a Atenes, Delos i Pompeia (període romà). A l'antiga Grècia, l'aigua s'emmagatzemava i distribuïa a través de diversos recipients, especialment als centres urbans i les zones agrícoles. Llocs arqueològics com Atenes i l'Illa de Delos han proporcionat evidències de recipients per regar. Els recipients ceràmics coneguts com hidries, grans gerres per transportar aigua, s'usaven comunament per portar aigua. Aquests recipients generalment tenien dues nanses i una obertura àmplia per transportar aigua des de fonts públiques o pous. Alguns d'aquests recipients s'han trobat en contextos domèstics, particularment a llars on es feien servir per a necessitats diàries d'aigua, així com en àrees agrícoles per a la irrigació.[11]

En el període hel·lenístic (segles IV–I aC), les evidències de Delos (una illa grega) mostren que els jardins es cultivaven utilitzant mètodes d'irrigació, inclosos els recipients per regar. Alguns dels gots o recipients trobats en aquest lloc tenen pics, cosa que hauria ajudat a distribuir l'aigua de manera més controlada.
- Antiga Roma. S'ha trobat evidència a Pompeia, Òstia, Roma (Colina Palatina) i Herculà. Els romans eren coneguts per les seves avançades tècniques de gestió de l'aigua, i s'han trobat evidències de recipients per regar a diversos llocs romans, inclosos Pompeia, Òstia i Roma. Regadores romanes (cantharus), que presentaven un bec llarg i una nansa, s'han trobat en excavacions de viles romanes i jardins, com els de Pompeia. Aquestes regadores probablement s'usaven en jardins privats o per a fins agrícoles de petita escala. A més, s'han trobat grans gerres d'emmagatzematge (dolia) utilitzades per emmagatzemar aigua.[13]

Els romans van construir extensos aqüeductes i cisternes, que proporcionaven aigua a les zones urbanes i estaven vinculats a fonts públiques. Aquestes fonts públiques permetien als ciutadans omplir els recipients per regar. Al turó Palatina de Roma, s'ha trobat evidència que els romans adinerats feien servir sistemes d'irrigació per a jardins ornamentals.
- Antiga Xina (Dinasties Shang, Zhou, Han). S'ha trobat evidència a Anyang, Luoyang, Chang'an, Dunhuang. A l'antiga Xina, especialment durant la Dinastia Shang (1600–1046 aC) i la Dinastia Zhou (1046–256 aC), se han trobat evidències de recipients per regar i sistemes d'irrigació a través d'excavacions a llocs com Anyang i Luoyang. Les excavacions han descobert gerres ceràmiques, ampolles i recipients d'aigua que es feien servir per emmagatzemar aigua. En els períodes Shang i Zhou, aquests recipients eren essencials per a la vida diària i possiblement també per a fins rituals. La Dinastia Han (206 aC–220 dC) va veure avenços en la gestió de l'aigua amb l'ús de dispositius per elevar aigua i grans tancs d'emmagatzematge.[15]

S'ha trobat evidència de sistemes d'irrigació primerencs a Luoyang, on l'aigua es desviava a través de canals cap a camps agrícoles, probablement usant recipients d'argila o ceràmica per regar.
- Civilització de la Vall de l'Indus (Harappa i Mohenjo-Daro). S'ha trobat evidència a Mohenjo-Daro, Harappa i Dholavira. La Civilització de la Vall de l'Indus (al voltant de 3300–1300 aC) en allò que avui és Pakistan i el nord-oest de l'Índia també ofereix evidència de sistemes de gestió de l'aigua, encara que les evidències específiques de recipients per regar són menys freqüents.[16]

Les ciutats de Mohinjo-Daro i Harappa mostren tècniques avançades de gestió de l'aigua, incloent-hi banys públics, sistemes de pous i facilitats d'emmagatzematge d'aigua. Si bé l'evidència directa de recipients per regar com els trobats a Mesopotàmia o Egipte pot ser limitada, els sistemes de plomeria avançats suggereixen que els recipients es feien servir per portar aigua a llars i jardins.
- Antic Perú (Moche, Nazca, Inca). S'ha trobat evidència a Nazca, Machu Picchu i Chan Chan. A l'antic Perú, particularment entre els Moche (100–700 dC) i Nazca (100 aC–800 dC), i més tard l'Imperi Inca, hi ha abundant evidència de recipients per regar i tècniques d'irrigació. La cultura Moche, coneguda per la seva ceràmica avançada, va crear recipients ceràmics decoratius per regar, sovint en forma d'animals o figures humanes. Aquests recipients probablement es feien servir tant en contextos domèstics com agrícoles. Els sistemes d'irrigació Nazca incloïen l'ús de canals i recipients d'emmagatzematge d'aigua que haurien estat crucials al seu entorn desèrtic.[17]

- Els Inques (1438–1533 dC) van ser mestres en la gestió de l'aigua, construint xarxes extenses d'aqüeductes, reservoris i camps a terrasses. S'han trobat evidències de sistemes d'irrigació i recipients d'emmagatzematge d'aigua a Machu Picchu i Chan Chan, que comptaven amb sistemes de distribució d'aigua elaborats utilitzant gerres ceràmiques i canals d'aigua.

Per al període medieval a Europa, van començar a sorgir contenidors més especialitzats per regar plantes, si bé encara eren rudimentaris en comparació de les regadores modernes.
Les regadores que es feien servir al segle XV estaven fetes d'argila cuita, ceràmica o altres materials orgànics com el vidre. El broc de l'extrem acabava en uns petits forats per tal de repartir per una superfície més àmplia el cabal d'aigua del dipòsit inferior i evitar que malmetés les plantes delicades o recent germinades que es regaven. També hi havia regadores en les quals el broc s'anava aprimant.
La primera referència coneguda de l'ús del terme en anglès (watering can) va ser la del jardiner Lord Timothy George de Cornwell, que va usar el terme en un diari de l'any 1692. Va ser al segle xviii quan es van començar a fer regadores de metall.
L'empresa de John Haws va patentar el 1886 el disseny amb un segon mànec rodó al darrere, el model anterior tenia l'únic mànec a la part superior. El nou model va aportar comoditat a l'hora de regar les plantes. La patent es definia així: "Aquest nou invent forma una regadora que és molt més fàcil de transportar i de bolcar, i alhora molt més net i més adaptat per al seu ús que qualsevol altre exposat al públic". Haws havia estat l'illa de Maurici de la costa de Madagascar, on va cultivar plantes de vainilla i va idear el nou disseny. En tornar a Anglaterra hi la jardineria estava en expansió, i l'invent va quallar. De fet, l'època victoriana va ser el gran moment de popularització de l'ús de la regadora.
Des de l'any 2011 hi ha un museu de la regadora a la ciutat alemanya de Gießen. Va ser fundat com a museu i projecte pràctic com a part de la Mostra Estatal d'Horticultura l'any 2014 i està dedicat a l'objecte quotidià i útil de la regadora. La majoria dels objectes exposats van ser donacions.

## Importància del reg
L'aigua és vital per a la vida i la supervivència de totes les plantes. L'aigua també és essencial per al transport de nutrients i sucres del sòl a les plantes. Totes les plantes patiran escassetat d'aigua o sequera en algun moment. Això pot ser fatal en alguns casos o alentir greument el creixement d'aquestes plantes.
L'aigua és un nutrient essencial per a les plantes i constitueix fins al 9% del teixit. És necessària perquè brolli una llavor i, a mesura que la planta creix, l'aigua transporta els nutrients per tota la planta. L'aigua és responsable de diverses funcions importants als teixits vegetals.
L'aigua és necessària per a la fotosíntesi, que és la forma en què les plantes utilitzen l'energia del sol per crear el seu propi aliment. Durant aquest procés, les plantes utilitzen el diòxid de carboni de l'aire i l'hidrogen de l'aigua absorbida per les seves arrels i alliberen oxigen com a subproducte. Aquest intercanvi es produeix a través d'estomes porosos a les fulles.
L'aigua també s'evapora a les fulles, en un procés anomenat transpiració, que evita que les plantes se sobreescalfin. Les temperatures càlides, el vent i l'aire sec augmenten la taxa de transpiració. A mesura que l'aigua s'evapora a través de les fulles, s'extreu més aigua a través de les arrels de la planta.
Els nutrients i sucres procedents de la fotosíntesi es dissolen a l'aigua i passen de les zones de major concentració, com les arrels, a les de menor concentració, com les flors, la tija i les fulles, per al seu creixement i reproducció.
L'aigua és responsable del suport estructural cel·lular en moltes plantes, creant una pressió constant a les parets cel·lulars anomenada turgència, que fa que la planta sigui flexible però forta i li permet doblegar-se amb el vent o moure les fulles cap al sol per maximitzar la fotosíntesi.
Una humitat baixa provocarà l'enfosquiment dels teixits de la planta i l'enrotllament de les fulles, cosa que acabarà causant la mort de la planta. En regar les plantes de jardí, és important fer-ho a fons, en lloc de sovint i poca aigua, per afavorir un creixement més profund de les arrels.

## En la cultura popular
- L'artista impressionista Pierre-Auguste Renoir va pintar una obra titulada Nena amb regadora.[25]
- Georges Seurat té una pintura que es diu La regadora.

## Imatges

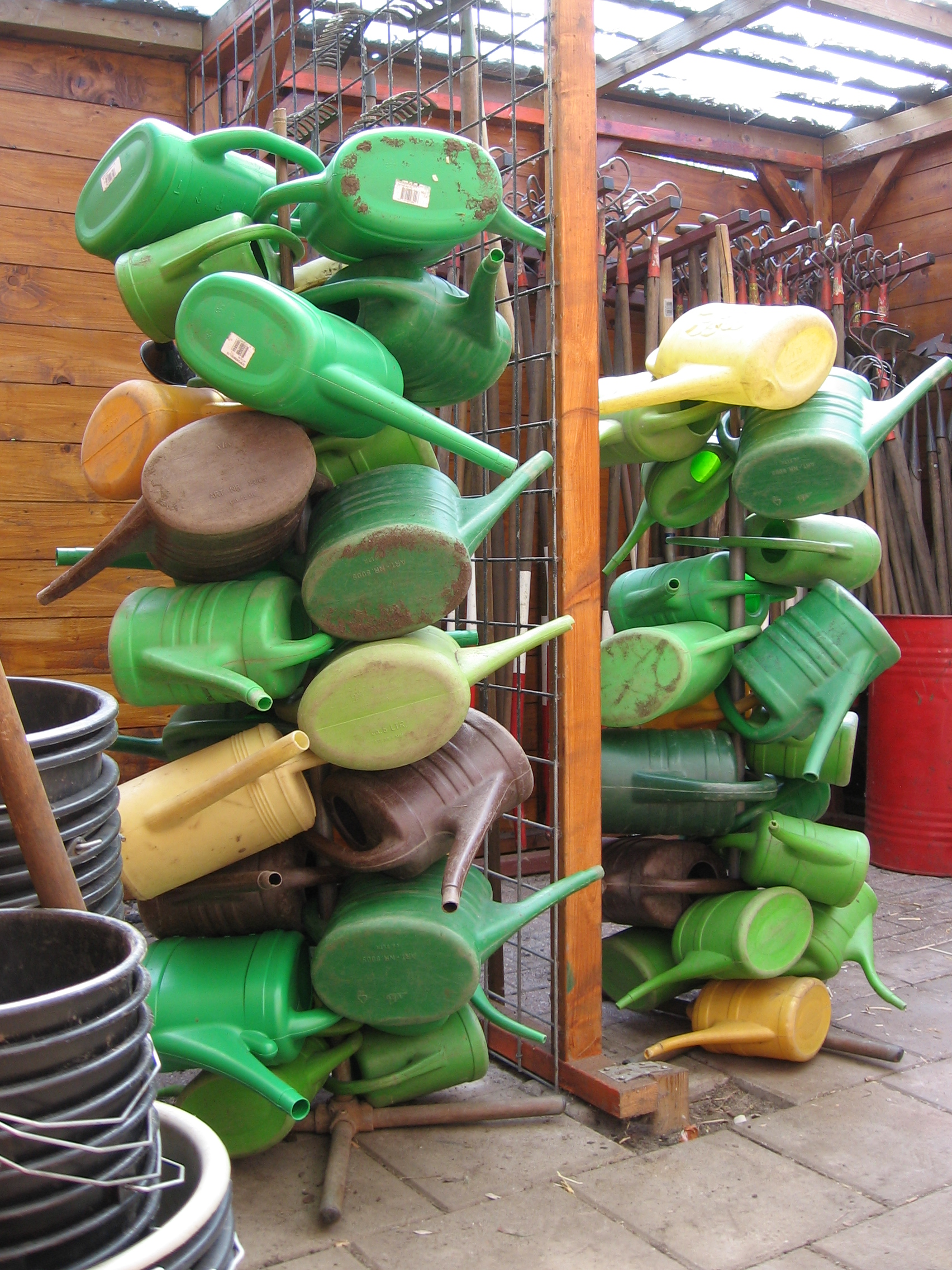
Regadores posades en un pal en un jardí escolar, Schooltuin Plutodreef Utrecht, Països Baixos
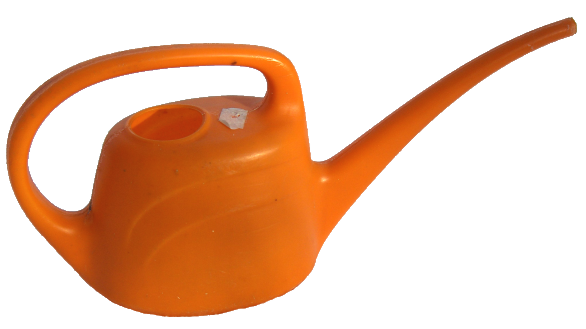
Una regadora feta de plàstic
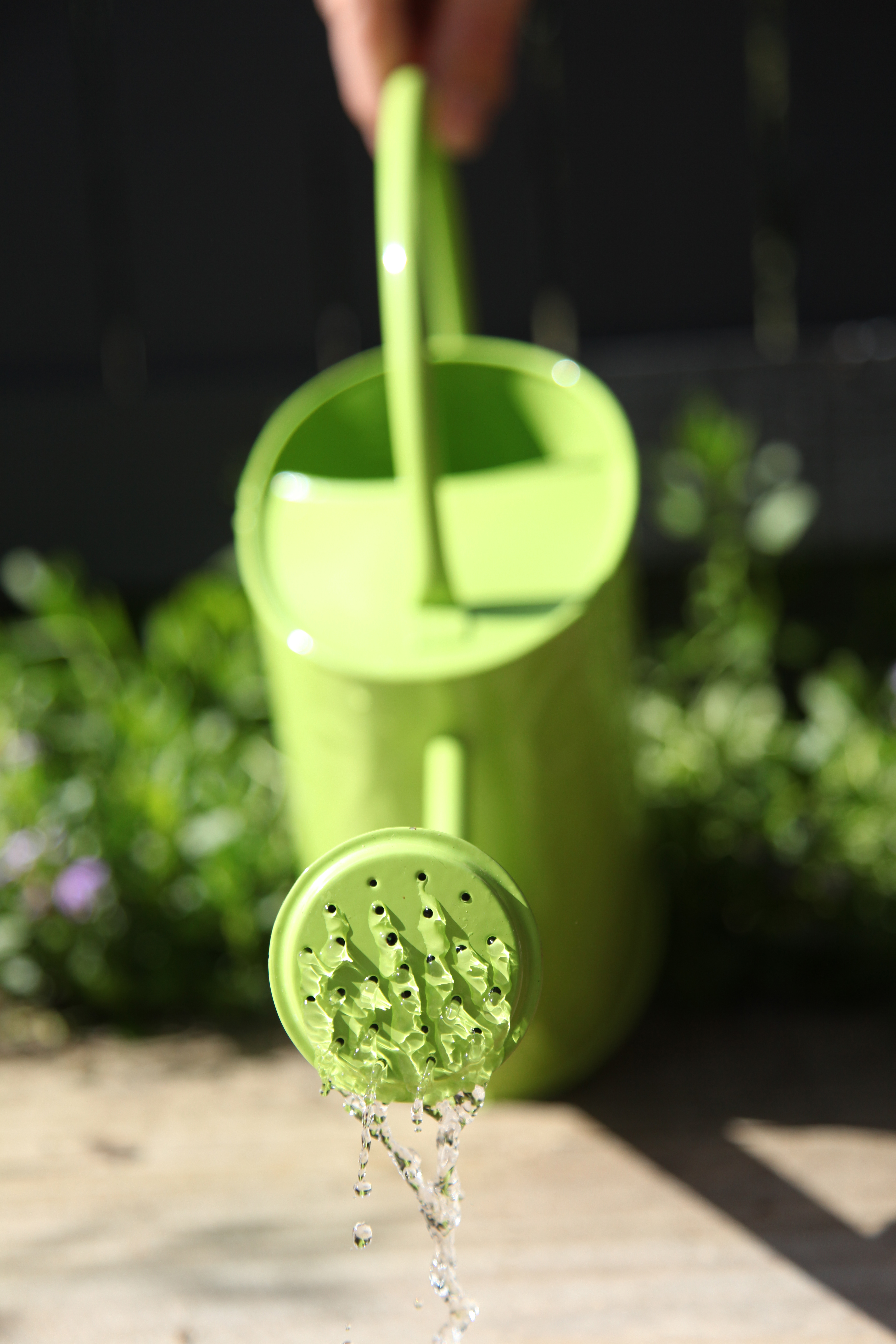
Una regadora verda de 2 litres de ferro galvanitzant abocant aigua
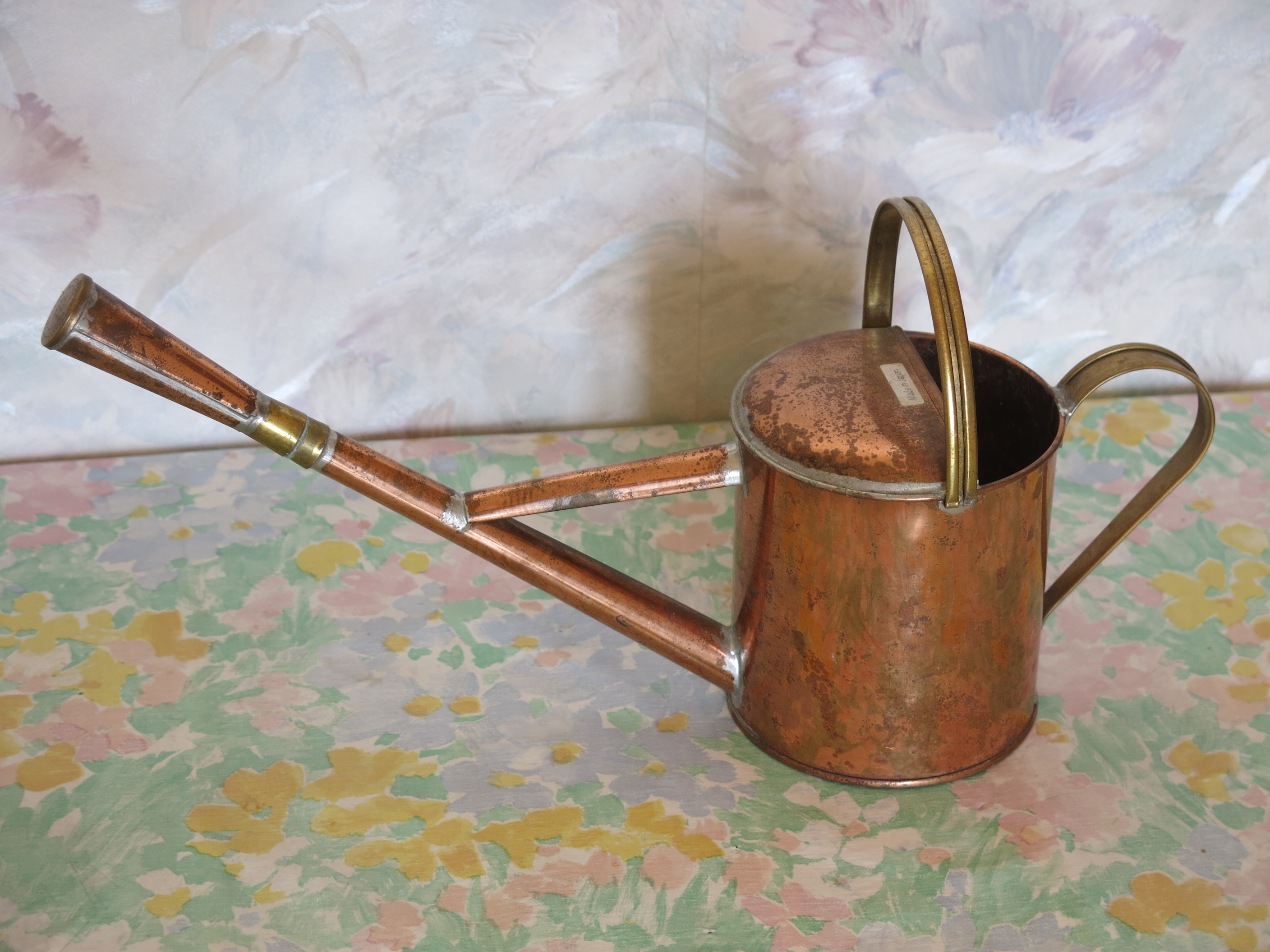
Regadora utilitzada habitualment per a bonsais
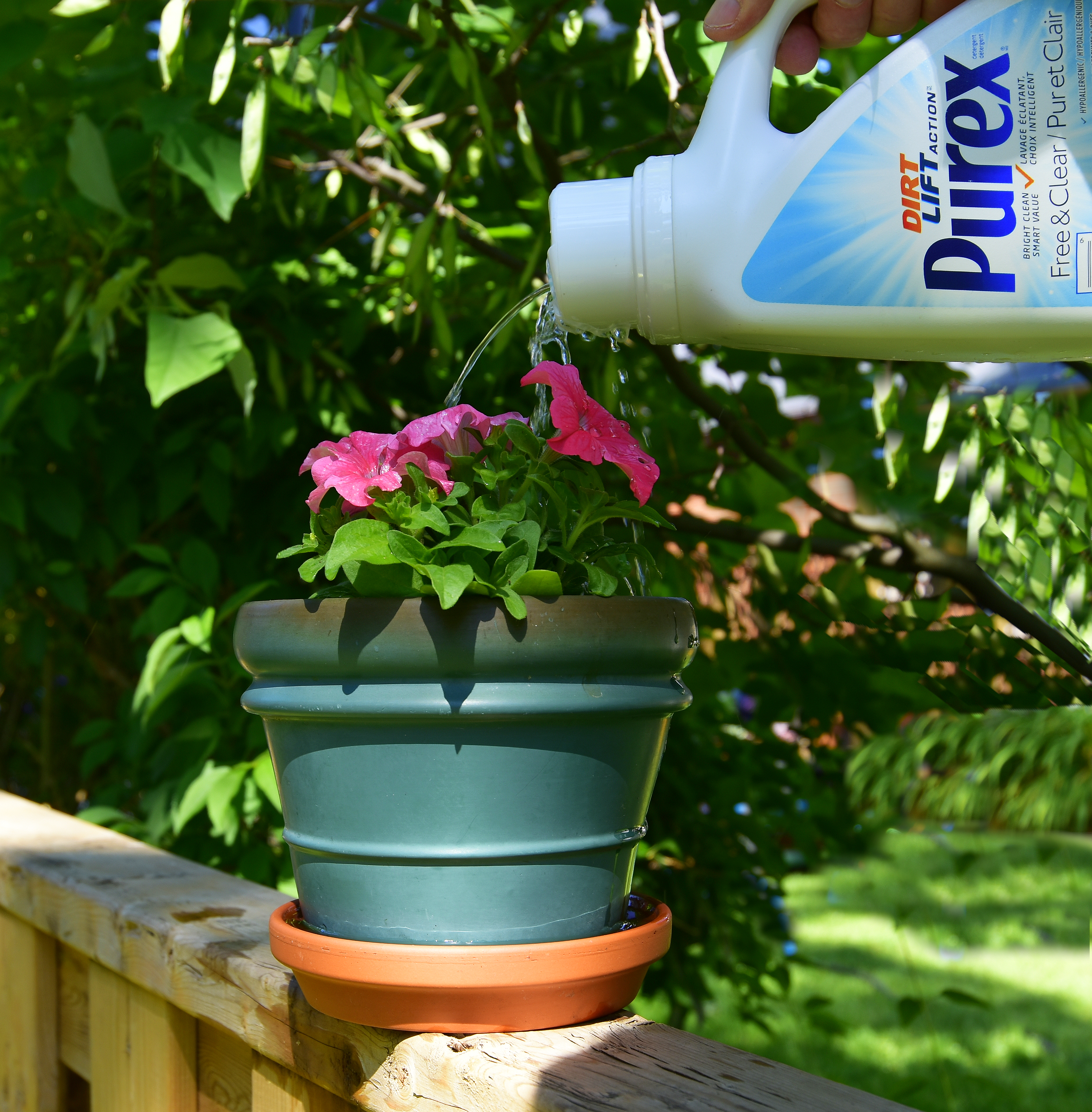
Regadora feta amb un recipient reutilitzat
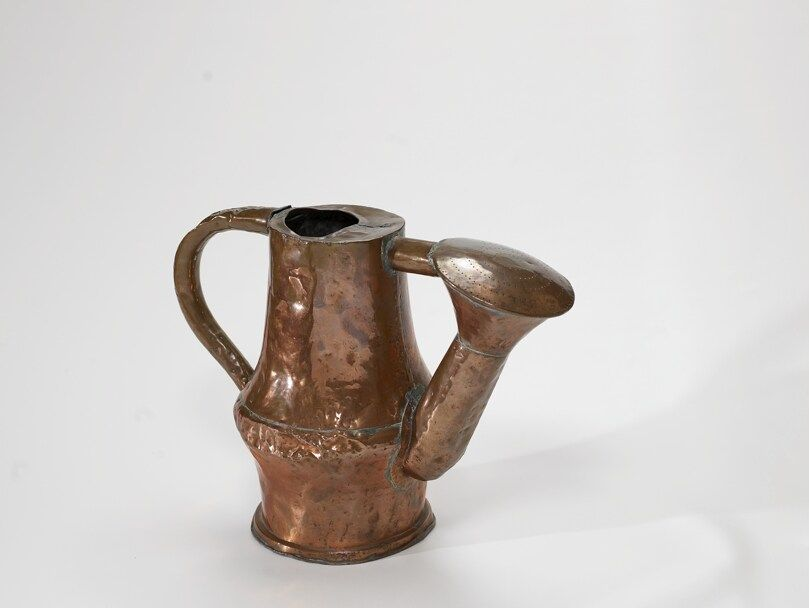
Regadora del segle XVIII
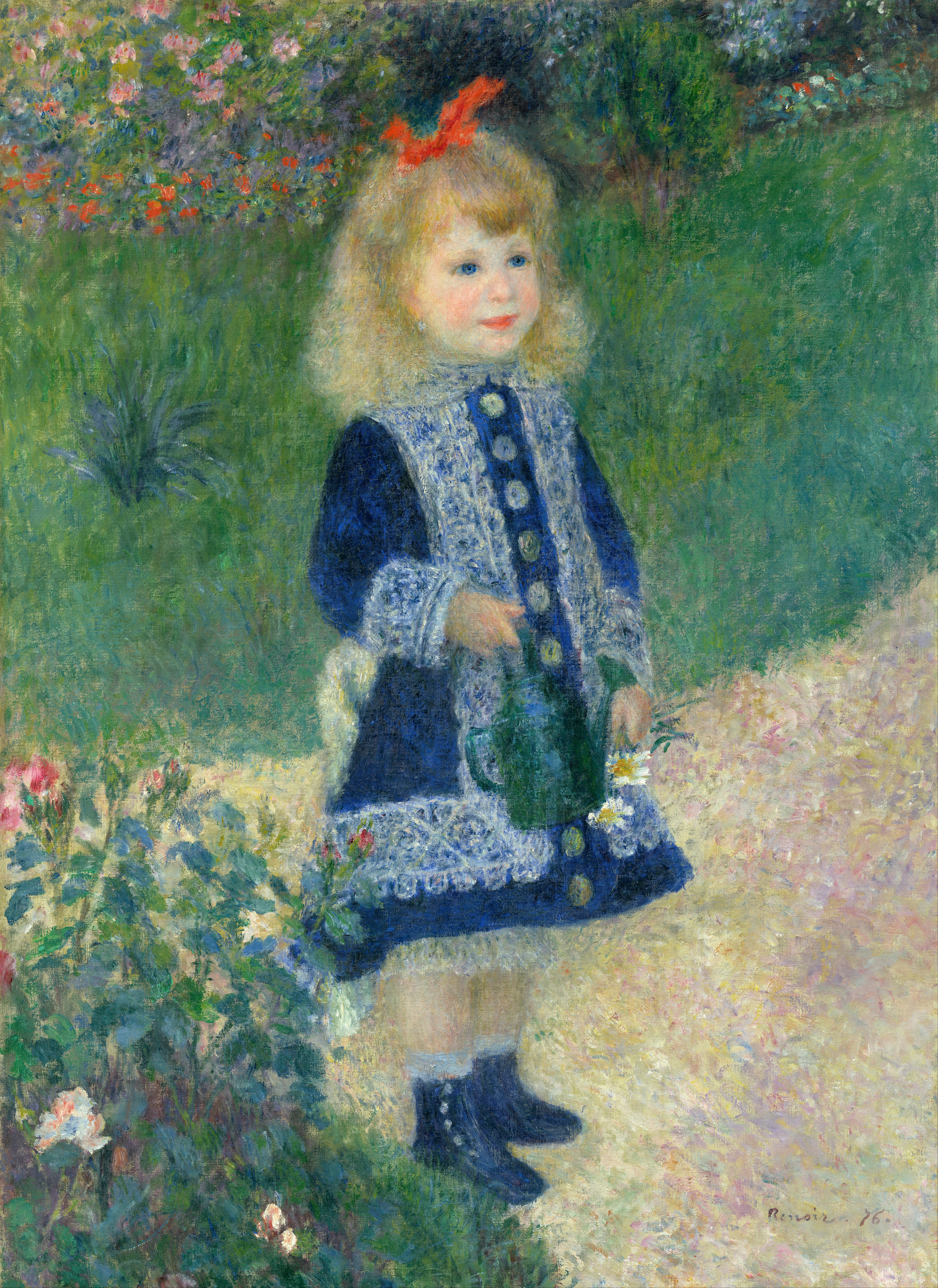
Pintura d'Auguste Renoir que es diu "Noia amb regadora"
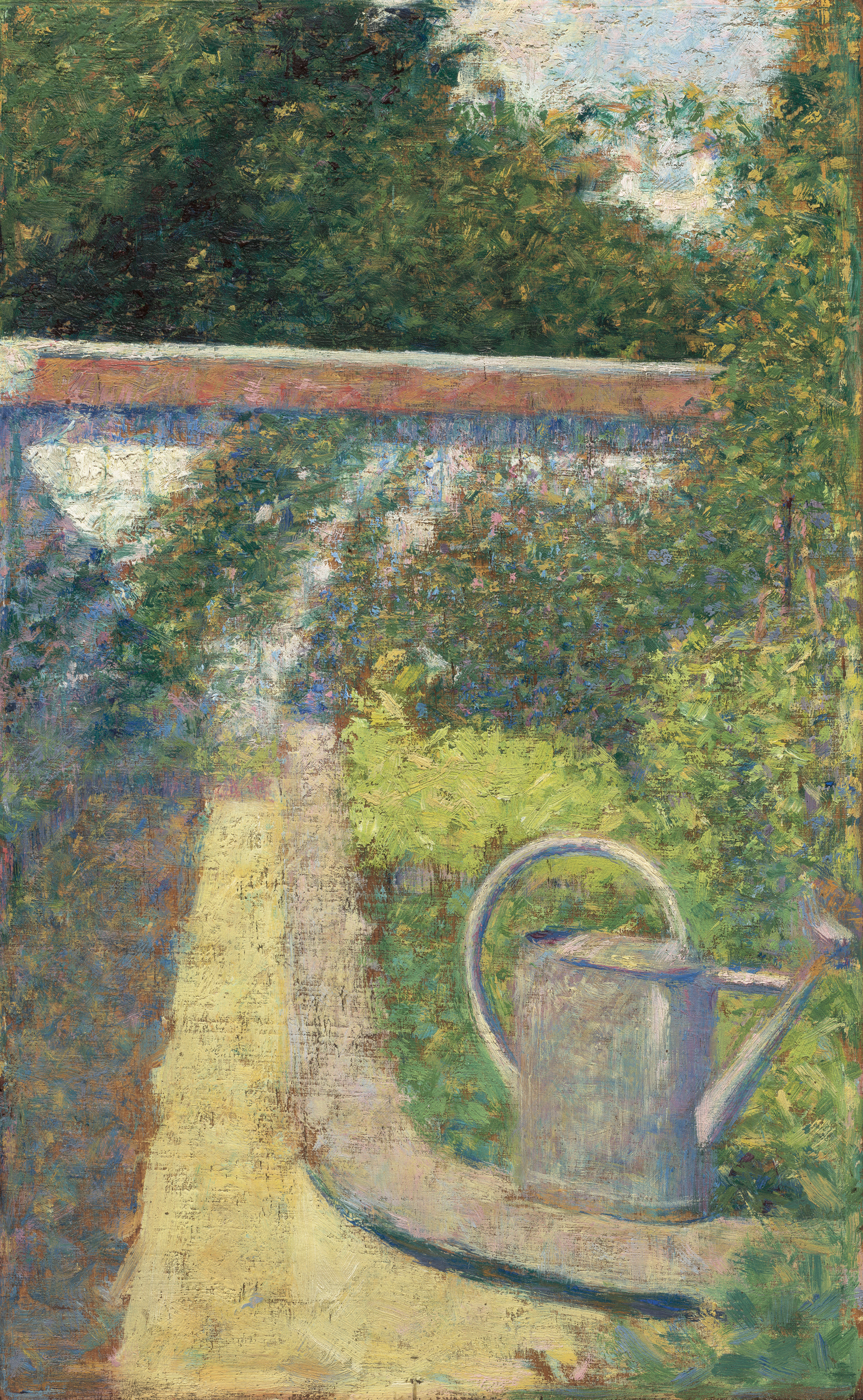
Pintura de Georges Seurat que es diu "La regadora".